# Prędkość transwersalna

Prędkość rakiety (niebieska) rozłożona na składową radialną (zielona) i transwersalną (czerwona) w układzie biegunowym względem obserwatora O

Prędkość transwersalna – składowa prędkości ciała w układzie współrzędnych biegunowych w kierunku prostopadłym do kierunku radialnego.
{\displaystyle {\vec {v}}_{\varphi }=r{\frac {d\varphi }{dt}}\cdot {\hat {\varphi }}}
gdzie
r – odległość ciała od początku układu współrzędnych,
{\displaystyle {\frac {d\varphi }{dt}}} – prędkość kątowa ciała,
{\displaystyle {\hat {\varphi }}} – wersor o kierunku prostopadłym do radialnego.
W astronomii prędkość transwersalna nazywana bywa prędkością tangencjalną (styczną). Nazwa ta może wprowadzać w błąd, ponieważ nie zawsze prędkość ta jest styczna do toru ruchu ciała.